# Nordfjords prosteri

Prosterier i Bjørgvins stift. Det blå området på kartan är Nordfjords prosteri.

Nordfjords prosteri (norska: Nordfjord prosti) är ett kontrakt (prosteri, norska: prosti) i Bjørgvins stift inom Norska kyrkan. Kontraktet omfattar kommunerna Bremanger, Gloppen, Stad och Stryn samt den norra delen av Kinns kommun (tidigare Vågsøy kommun) i Vestland fylke i västra Norge.

## Socknar
Nordfjords prosteri består av 27 socknar (norska: sokn eller sogn) inom fem kyrkliga samfälligheter (norska: kirkelige fellesråd), motsvarande kommunerna:

### Bremangers kyrkliga samfällighet
- Berle socken
- Bremangers socken
- Daviks socken
- Frøya socken
- Midtgulens socken
- Rugsunds socken
- Ålfotens socken

### Gloppens kyrkliga samfällighet
- Breims socken
- Gloppens socken
- Hyens socken

### Kinns kyrkliga samfällighet
- Nord-Vågsøy socken
- Sør-Vågsøy socken

### Stads kyrkliga samfällighet
- Eids socken
- Erviks socken
- Kjølsdalens socken
- Leikangers socken
- Stårheims socken
- Selje socken
- Totlands socken

### Stryns kyrkliga samfällighet
- Innviks socken
- Loens socken
- Nedstryns socken
- Nordsida socken
- Oldens socken
- Oppstryns socken
- Randabygds socken
- Utviks socken